# Российское психологическое общество
Российское психологическое общество (аббрев. РПО) — крупнейшая научная и профессиональная организация психологов в РФ. Является преемником Общества психологов СССР (1957—1994) и Психологического общества, состоящего при Императорском Московском университете (1885—1922).

## История
Общество берёт своё начало в 1885 году и в его истории можно выделить три периода:

### Психологическое общество, состоящее при Императорском Московском университете (1885—1922)
24 января (5 февраля) 1885 года по инициативе профессора М. М. Троицкого при Императорском Московском университете было организовано Психологическое общество, более известное как Московское психологическое общество. М. М. Троицкий стал первым председателем общества (1885—1887).
Общество имело целью разработку психологической науки и распространение психологических знаний; оно проводило регулярные заседания и имело два печатных органа — «Труды Московского психологического общества» и ежемесячный журнал «Вопросы философии и психологии». После смерти Троицкого председателями общества были поочерёдно профессора Н. Я. Грот (1888—1899), Л. М. Лопатин (1899—1920) и И. А. Ильин (1920—1922).
Несмотря на название, Психологическое общество создавалась не только как психологическое, но и как философское, а ключевую роль в его деятельности играли философы-идеалисты. С приходом Советской власти общество стало испытывать материальные и организационные трудности, а после высылки за границу ряда его членов во главе с председателем Ильиным оно прекратило своё существование.

### ПериоддеинституционализацииОбщества (1922—1957)
С 1914 года Психологическое общество при Московском университете получило помещение в стенах Психологического института МГУ, который основал и возглавлял товарищ председателя Общества Г. И. Челпанов. В годы Советской власти многие члены общества продолжили работу в Психологическом институте и после формального прекращения существования общества. С 1922 года в Психологическом институте стал работать А. А. Смирнов, который в 1945 году стал директором института. В 1950 году прошла знаменитая «павловская сессия», в ходе которой звучали призывы «перестроить» психологию исключительно в рамках учения И. П. Павлова, то есть фактически её ликвидировать. В 1952 году по решению «павловской сессии» состоялось первое Всесоюзное совещание по психологии, цель которого заключалось, в частности, в том, чтобы «вскрыть ошибки отдельных психологов». А. А. Смирнов выступил на совещании, пытаясь отстоять само право психологии на существование и уберечь учёных-психологов от репрессий. Мало того, Смирнов предпринял шаги, которые для того времени были исключительны по смелости, он поставил на съезде вопрос о возрождении в СССР такой отрасли как социальная психология. В 1954 году А. А. Смирнов выступил с докладом перед Президиумом Академии педагогических наук РСФСР, после которого было принято решение открыть первый после долгого перерыва научный журнал по психологии «Вопросы психологии».

### Общество психологов СССР (1957—1994)
В 1957 году по инициативе А. А. Смирнова решением Президиума АПН РСФСР было возрождено Психологическое общество, которое стало Обществом психологов СССР, а А. А. Смирнов был избран его первым президентом (1957—1963).
На 1 сентября 1958 ᴦода в составе Общества психологов СССР было уже 22 отделения в разных областях и республиках СССР и примерно 1000 членов. Центральным стало московское отделение, которое располагалось в том же Психологическом институте, что и Психологическое общество, состоящее при Императорском Московском университете. Вновь воссозданное общество возобновило свою деятельность, опираясь на сложившиеся направления, формы работы и традиции.
29 июня 1959 года открылся I Съезд Общества психологов. II Всесоюзный Съезд Общества психологов СССР прошёл в 1963 году, а далее съезды проводились уже регулярно примерно каждые пять лет: III-й (1968), IV-й (1973), V-й (1978), VI-й (1983), VII (1989). Во многом именно на этих съездах и определялись направления развития советской психологии.

### Российское психологическое общество (РПО) (с 1994)
После распада СССР преемником Общества психологов СССР стало образованное 22 ноября 1994 года Российское психологическое общество. На 2017 год численность членов РПО составляет около 5000 человек В структуру РПО входят 62 региональных отделения и 16 научных секций.
РПО входит в состав IUPsyS — Международный союз психологической науки при ЮНЕСКО.

## Руководители общества

### Период 1885—1922
председатели общества
- Троицкий, Матвей Михайлович, председатель Психологического общества, состоящего при Императорском Московском университете (1885—1887).
- Грот, Николай Яковлевич, председатель Психологического общества, состоящего при Императорском Московском университете (1888—1899).
- Лопатин, Лев Михайлович, председатель Психологического общества, состоящего при Императорском Московском университете (1899—1920).
- Ильин, Иван Александрович, председатель Психологического общества, состоящего при Императорском Московском университете (1920—1922).

### Период 1957—настоящее время
президенты общества
- 1957—1963: Смирнов, Анатолий Александрович, действ. член АПН СССР, президент Общества психологов СССР.
- 1963—1968: Леонтьев, Алексей Николаевич, действ. член АПН СССР, президент Общества психологов СССР.
- 1968—1983: Ломов, Борис Фёдорович, член-корр. АН СССР, президент Общества психологов СССР.
- 1983—1987: Матюшкин, Алексей Михайлович, действ. член РАО, президент Общества психологов СССР.
- 1988—1991: Зинченко, Владимир Петрович, действ. член РАО, и. о. президента Общества психологов СССР.
- 1994—2001: Климов, Евгений Александрович, действ. член РАО, президент Российского психологического общества.
- 2001—2007: Донцов, Александр Иванович, действ. член РАО, президент Российского психологического общества.
- 2007—настоящий момент: Зинченко, Юрий Петрович, действ. член РАО, президент Российского психологического общества.

вице-президенты
- 1963—1968: Шорохова, Екатерина Васильевна
- 1968—1983: Зинченко, Владимир Петрович
- 1983—1988: Чернышёв, Алексей Сергеевич
- 1989—1992: Асмолов, Александр Григорьевич
- в настоящий момент: Ермаков Павел Николаевич, первый вице-президент РПО

## Сотрудничество РПО с международными организациями
- Европейской федерации психологических ассоциаций (EFPA)[10]
- Международного союза психологической науки при ЮНЕСКО (IUPsyS)[11]
- Канадская психологическая ассоциация (CPA)[12]
- Кубинское психологическое общество[13]
- Японская ассоциация психологов (JPA)[14]
- Психологическое общество Южной Африки[15]

## Участие РПО в международных организациях
Российское психологическое общество является официальным членом:
- Международного союза психологической науки при ЮНЕСКО (IUPsyS)[11]

## Печатные издания
Российское психологическое общество издаёт/издавало следующие журналы и сборники:
- Psychology in Russia: State of the Art[16] («Психология в России: современное состояние»). Ежегодный сборник научных статей. Издаётся с 2008 года. С 2013 года 4 раза в год.
- Национальный психологический журнал[17](National Psychological Journal). Журнал входит в перечень изданий ВАК РФ.
- Российский психологический журнал
- Материалы съездов и конференций. Вышло 3 тома.

## Почётные члены общества
Почётными членами РПО являются:
- Бэн, Александр
- Виндельбанд, Вильгельм
- Вундт, Вильгельм
- Гартман, Эдуард фон
- Гельмгольц, Герман Людвиг Фердинанд
- Гёффдинг, Харальд
- Джемс, Уильям
- Дюбуа-Реймон, Эмиль Генрих
- Рибо, Теодюль
- Рише, Шарль
- Спенсер, Герберт
- Титченер, Эдвард Брэдфорд
- Целлер, Эдуард Готтлоб
- Гроф, Станислав
- Лунт, Ингрид Сесилия
- Садовничий, Виктор Антонович
- Ханин, Юрий Львович
- Шойгу, Сергей Кужугетович